# Präsidentenpalast (Ankara)

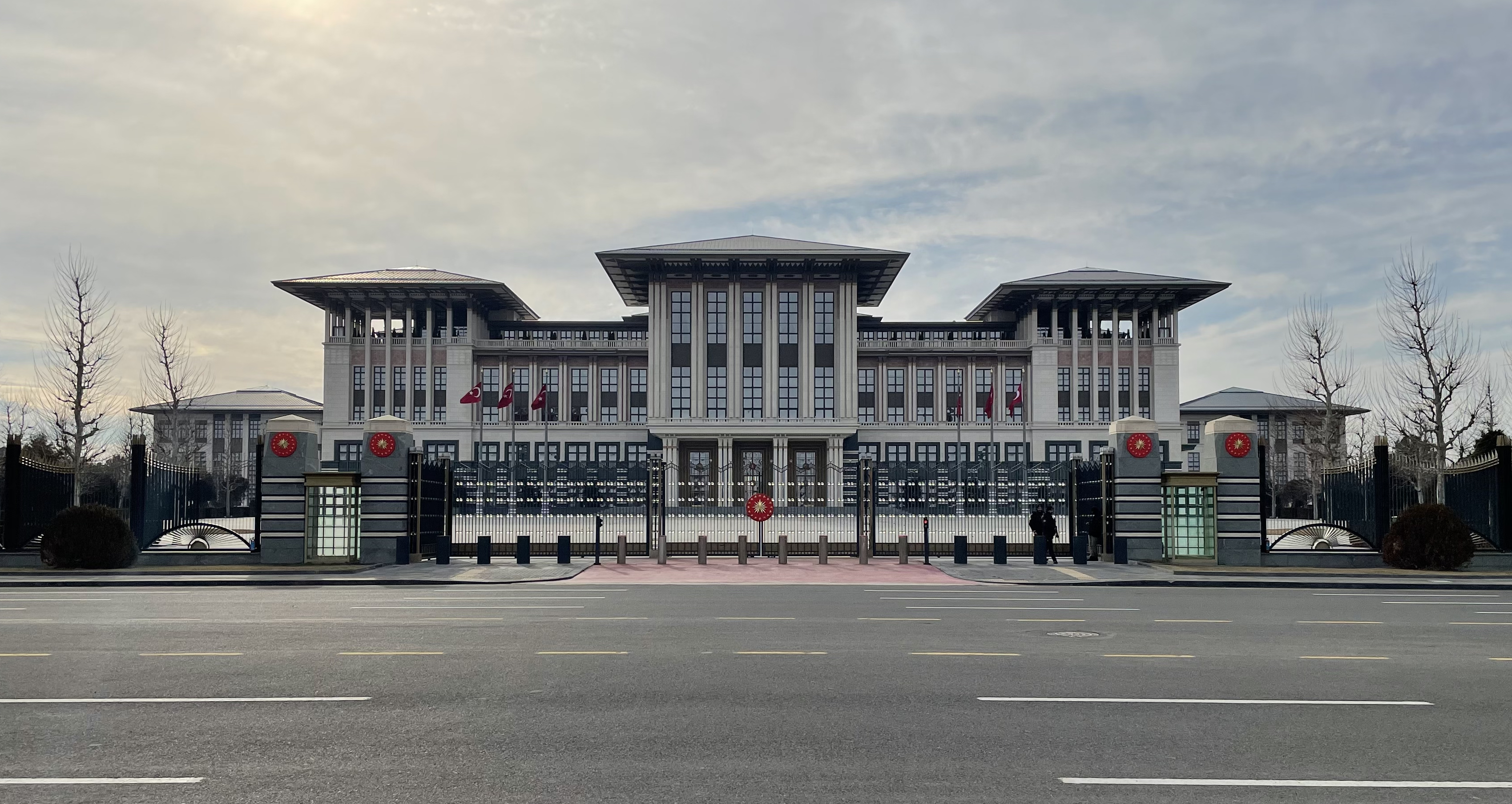
Präsidentenpalast Ankara

Der Präsidentenpalast (türkisch Cumhurbaşkanlığı Sarayı) ist der Amtssitz des Präsidenten der Türkei in Ankara. Das Gebäude wurde 2011 bis 2014 im Auftrag von Recep Tayyip Erdoğan nach Entwurf von Şefik Birkiye im neo-osmanischen Stil errichtet. Der Präsidentenpalast bildet zusammen mit der Kongresshalle, der Nationalmoschee, der Ausstellungshalle und der Nationalbibliothek den Präsidentenkomplex (Cumhurbaşkanlığı Külliyesi).

## Geschichte

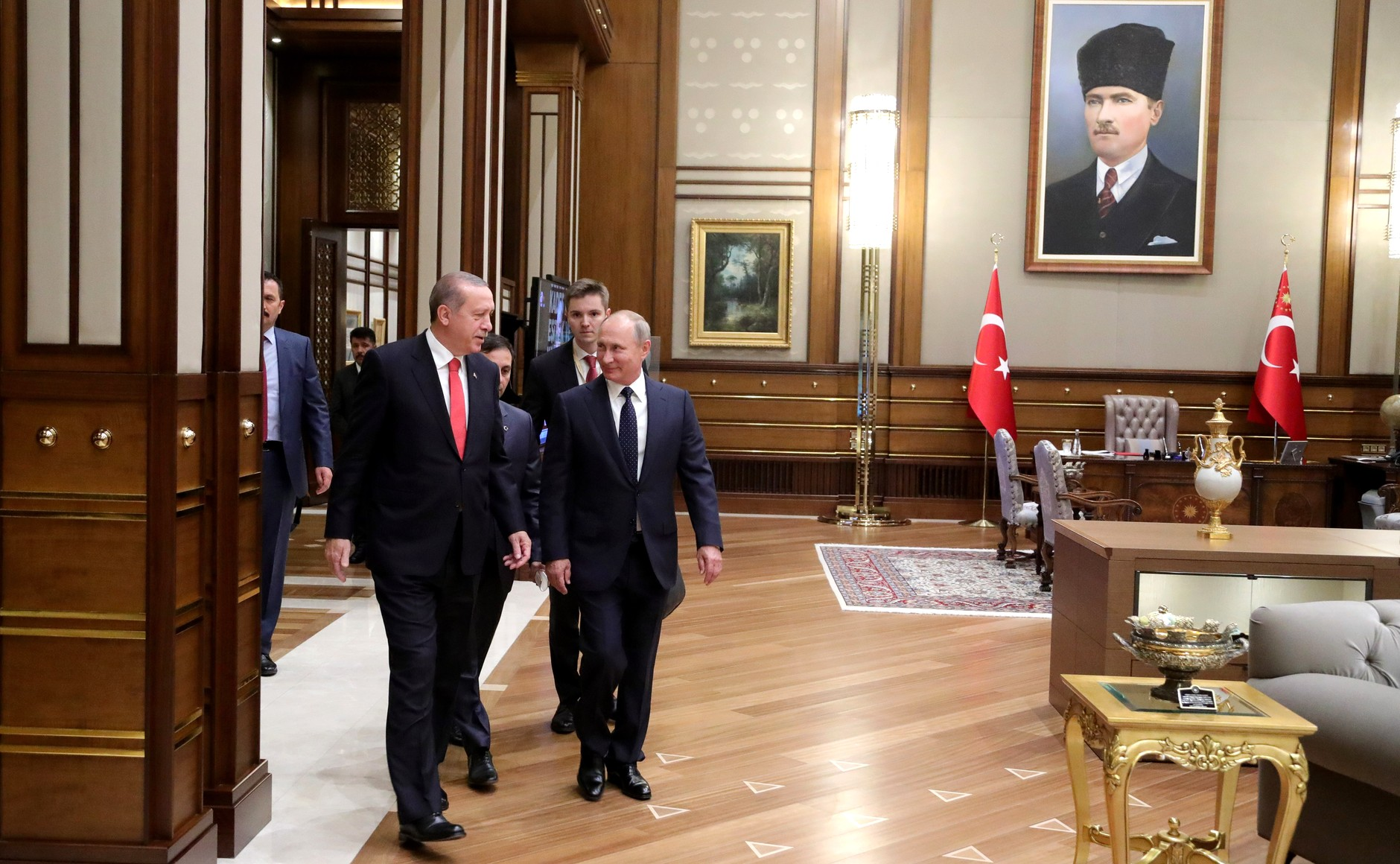
Arbeitszimmer des türkischen Präsidenten

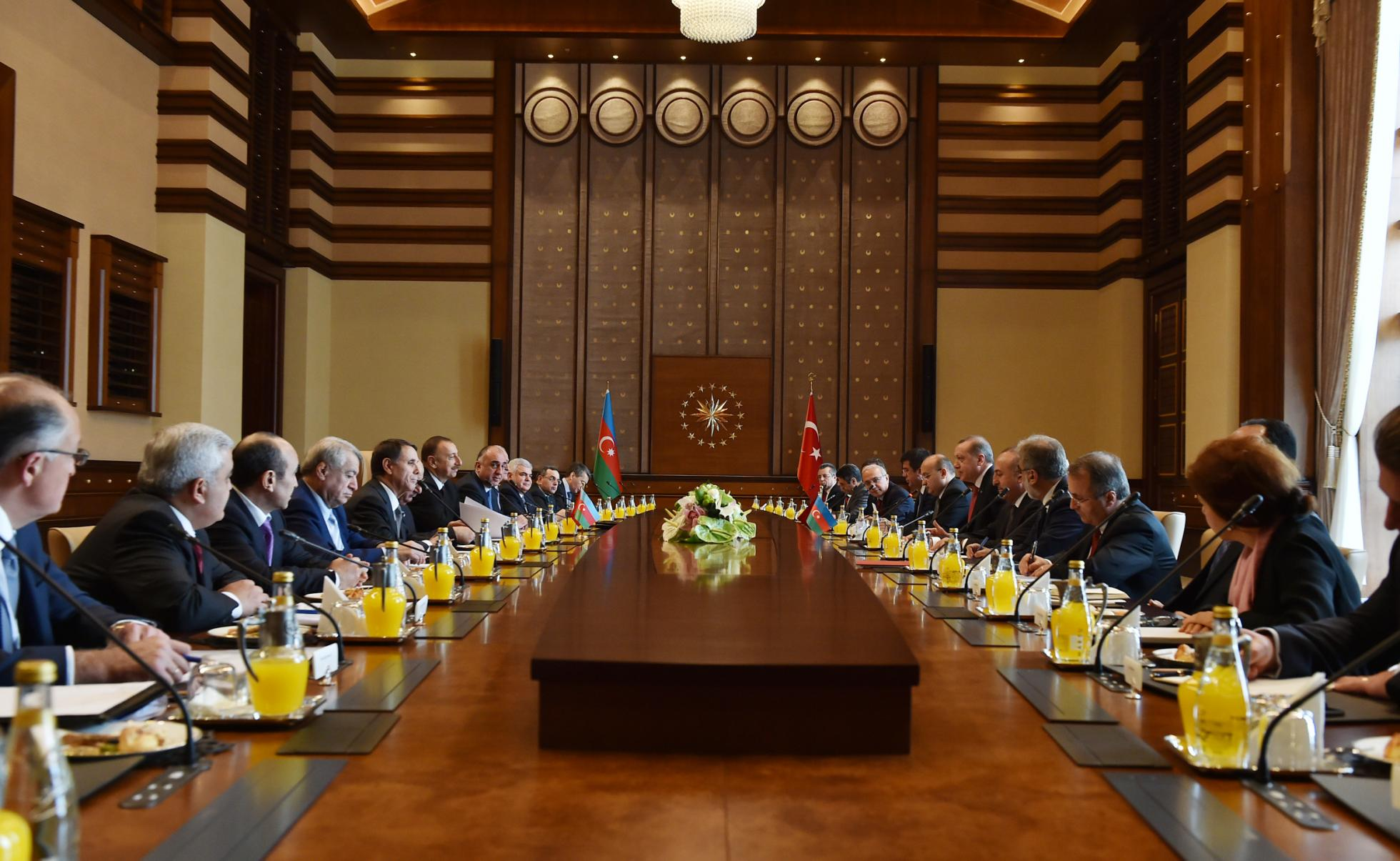
Sitzungssaal des türkischen Kabinetts

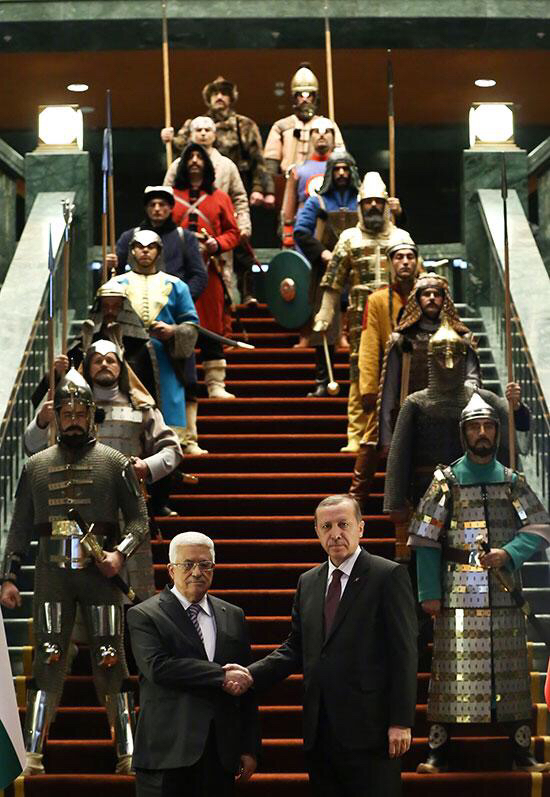
Ehrengarde in historischen Uniformen

Ursprünglich sollte der Bau als Ministerpräsidentenamt der Türkei dienen. Erst einige Tage nach seinem Amtseintritt als Staatspräsident ließ Recep Tayyip Erdoğan mitteilen, dass der Komplex als sein Amtssitz dienen sollte. Berichten nach mit einer Grundstücksfläche von rund 210.000 Quadratmetern und einer Gebäudefläche von 40.000 Quadratmetern, etwa eintausend Zimmern und einer Bausumme von 491 Millionen Euro ist er einer der größten Staatspaläste der Welt und löst die vorige bereits von Mustafa Kemal Atatürk bewohnte Präsidentenresidenz, den Çankaya-Palast, ab. Der neoosmanische Stil lehnt sich an die seldschukische Architektur an, die mit modernen Elementen ergänzt wurde. Führender Architekt war Şefik Birkiye.
Zu der Architektur äußerte sich Erdoğan:

„Türkiye artık eski Türkiye değil. Mimari olarak Ankara bir Selçuklu başkenti mesajı vermemiz lazımdı. Binanın iç mimarisinde Osmanlı motiflerine dikkat ettik“

„Die Türkei ist nicht mehr die alte Türkei. Architektonisch gesehen war es notwendig, die Botschaft Ankaras als ‚seldschukische Hauptstadt‘ zu vermitteln. Wir haben in der Innenarchitektur auf osmanische Motive geachtet.“

Während in der europäischen Presse aufgrund der Dimensionen vielfach von einer Wiederbelebung osmanischer Sultanspaläste gesprochen wurde, entgegnete der bekannte Historiker und ehemalige Museumsdirektor des Topkapı-Palasts, İlber Ortaylı den Worten Erdoğans, erstens sei Ankara nie seldschukische Hauptstadt gewesen (sondern Konya), zweitens gebe es keine seldschukischen Paläste, die Seldschuken hätten eher in Brücken und Koranschulen investiert, und auch die Osmanen hätten in Sachen Palastbau eher Bescheidenheit geübt. Bezüglich der osmanischen Motive zweifelte er die Fähigkeiten von „Vorstadt-Architekten“ an.
Im Januar 2015 kündigte Erdogan an, den Bau künftig als „Külliye“ zu bezeichnen, um so an ottomanische Tradition anzuknüpfen. Seitdem wird der Präsidentschaftssitz auf der offiziellen Webseite des Präsidenten, Einladungen usw. als Cumhurbaşkanlığı Külliyesi bezeichnet.
Papst Franziskus war am 28. November 2014 das erste Staatsoberhaupt, das den türkischen Präsidenten in seinem neuen Palast besuchte, am 1. Dezember 2014 folgte als zweites Staatsoberhaupt der russische Präsident Wladimir Putin.
Der Oppositionsführer Kemal Kılıçdaroğlu weigerte sich zunächst aus Protest, den Amtssitz zu betreten. Erst nach dem Putschversuch 2016 besuchte er den Präsidenten.

## Kritik
Baugebiet war die vom Republikgründer Mustafa Kemal Atatürk gestiftete und als grüne Lunge dienende Waldfarm im Westen der Stadt, die als Naherholungsgebiet unter besonderen staatlichen Schutz gestellt war. Auf dem Gelände befindet sich auch der bis 1988 angelegte Türkische Staatsfriedhof. Die weitere Bebauung war aus diesen Gründen stark umstritten. Umstritten war der Bau weiterhin, da der Regierung unter Recep Tayyip Erdoğan vorgeworfen wurde, mit dem Bau Auflagen und Gesetze zu missachten. Trotz mehrerer Gerichtsbeschlüsse samt sofortigem Baustopp ordnete Erdoğan den Weiterbau an und kommentierte im Mai 2014, „Wir tun nichts Illegales. Wenn sie [Anm.: die Opposition] sich traut, soll sie doch herkommen und es abreißen.“ Im Mai 2015 erklärte das oberste Verwaltungsgericht der Türkei in einem einstimmigen Votum den Bau für nicht rechtens und verwarf die grundsätzliche Baugenehmigung.

## Galerie

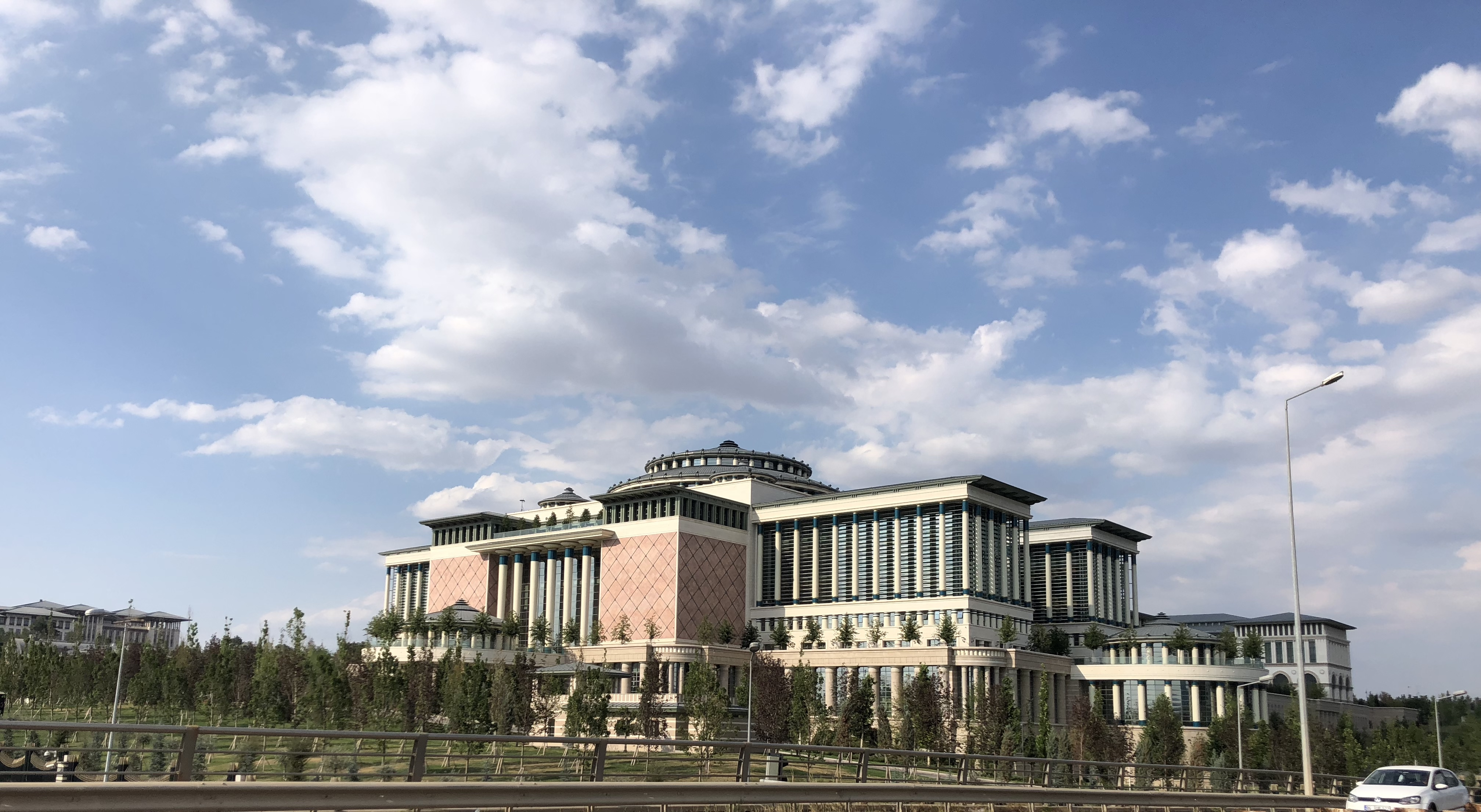
Nationalbibliothek
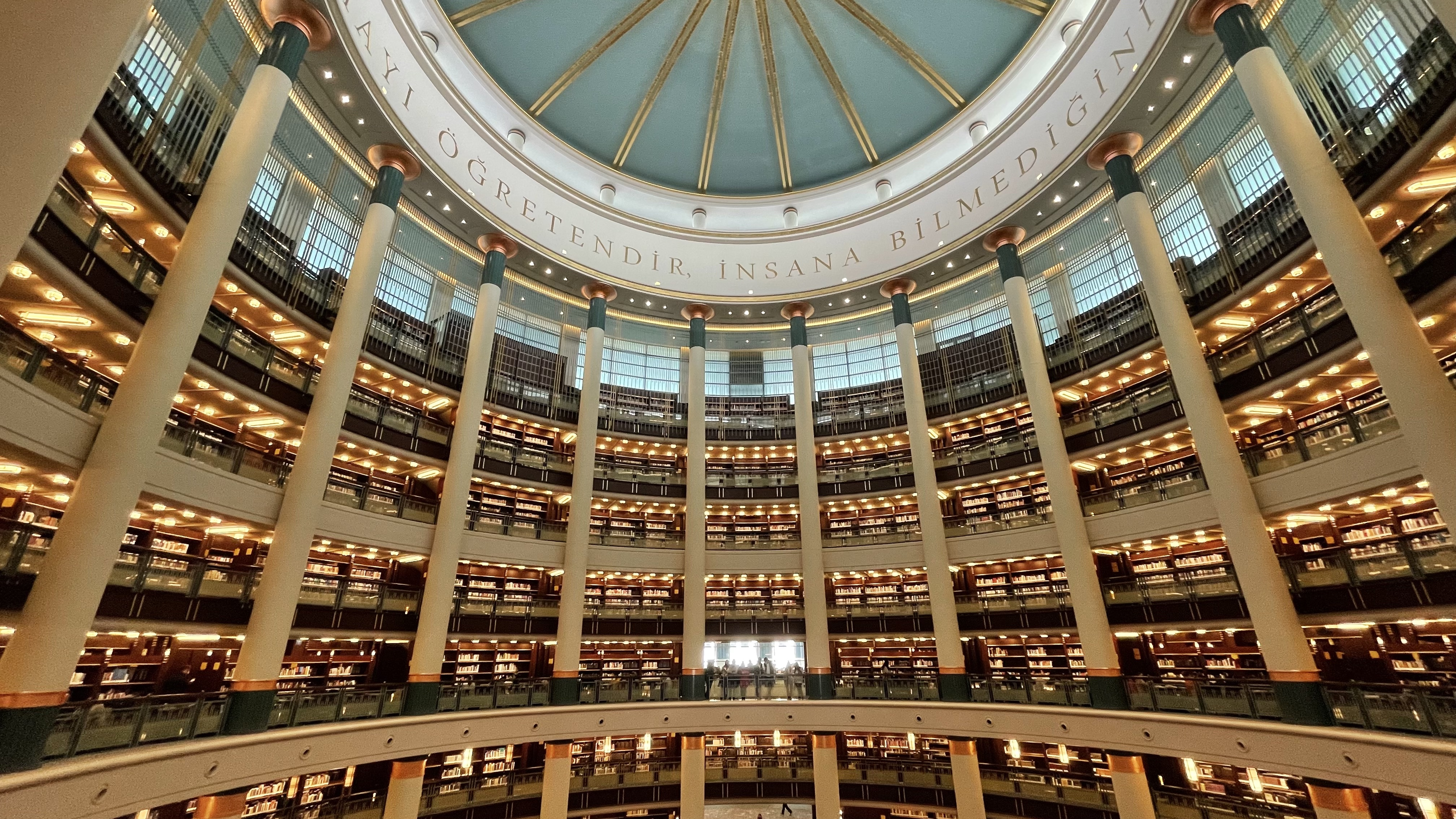
Kuppelsaal der Nationalbibliothek
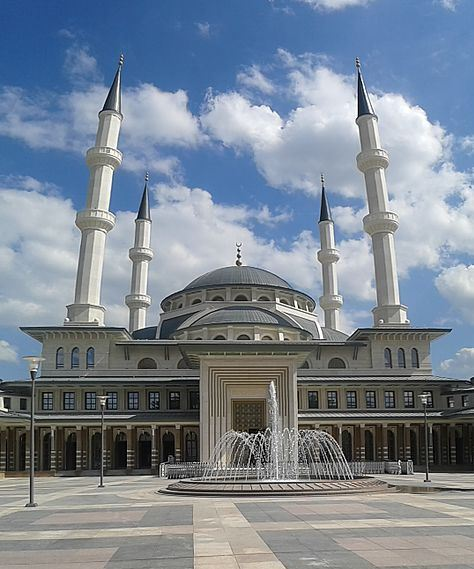
Nationalmoschee
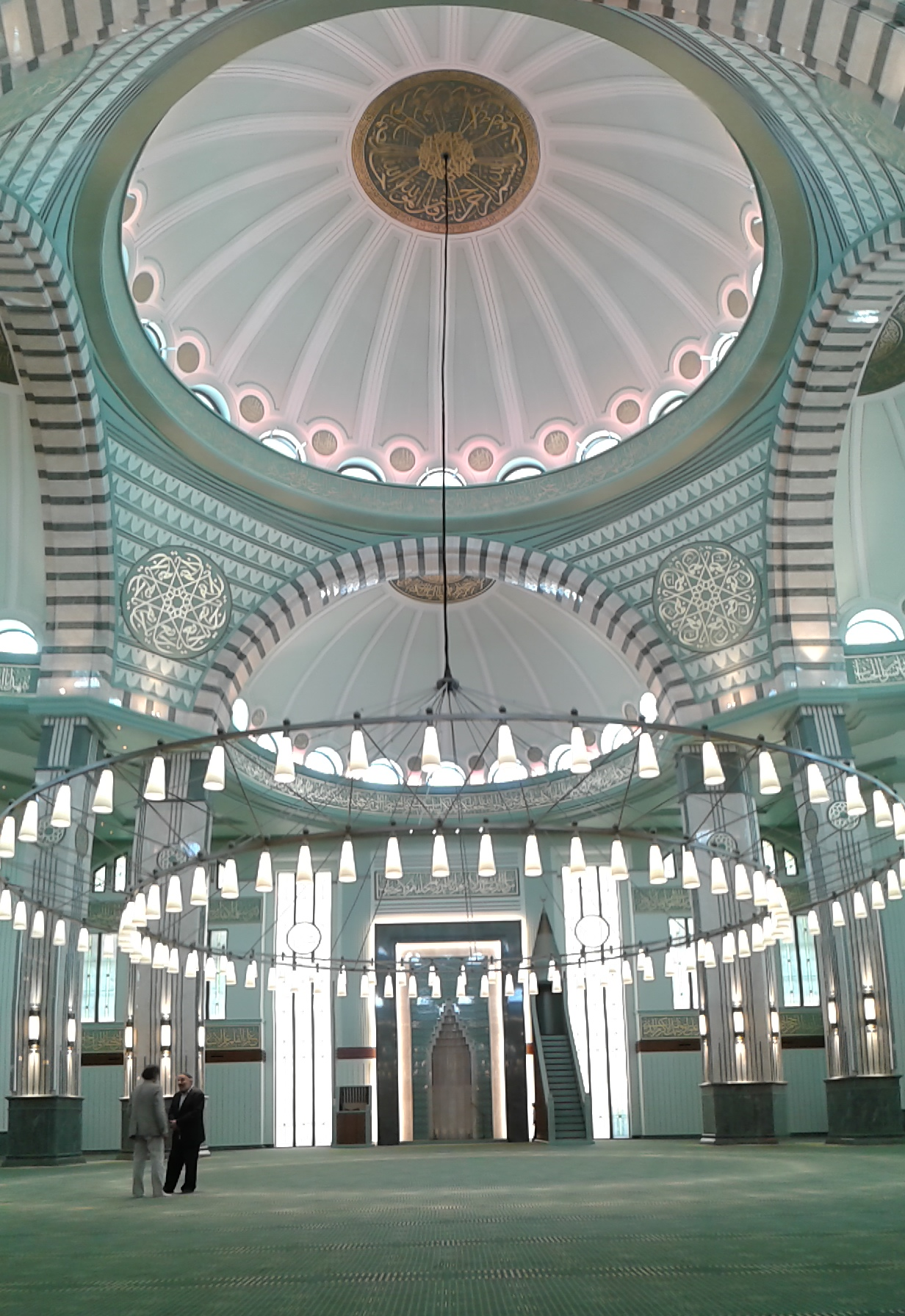
Gebetssaal der Nationalmoschee
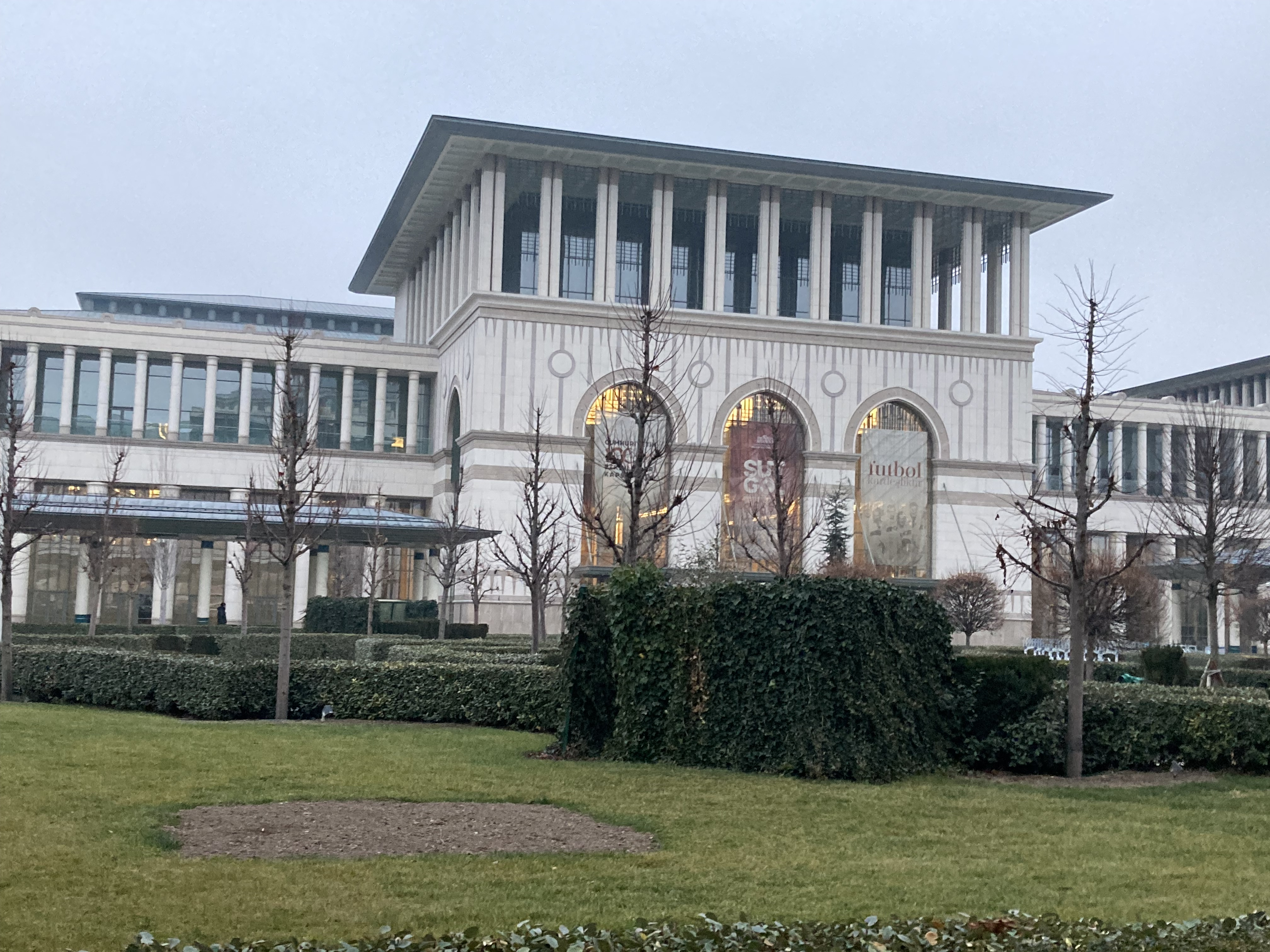
Ausstellungshalle